# Conrad Robertson
Conrad Christian Robertson (27 de diciembre de 1957) es un deportista neozelandés que compitió en remo.
Participó en los Juegos Olímpicos de Los Ángeles 1984, obteniendo una medalla de oro en la prueba de cuatro sin timonel. Ganó dos medallas en el Campeonato Mundial de Remo, plata en 1979 y oro en 1983.

## Palmarés internacional
| Juegos Olímpicos   | Juegos Olímpicos             | Juegos Olímpicos | Juegos Olímpicos   |
| Año                | Lugar                        | Medalla          | Prueba             |
| ------------------ | ---------------------------- | ---------------- | ------------------ |
| 1984               | Los Ángeles (Estados Unidos) | Medalla de oro   | Cuatro sin timonel |
| Campeonato Mundial |                              |                  |                    |
| Año                | Lugar                        | Medalla          | Prueba             |
| 1979               | Bled (Yugoslavia)            | Medalla de plata | Ocho con timonel   |
| 1983               | Duisburgo (RFA)              | Medalla de oro   | Cuatro con timonel |